# Segré
Segré korábbi község Franciaország Loire mente régiójában, Maine-et-Loire megyében. 2016. december 15-én tizennégy másik korábbi községgel egyesült és Segré-en-Anjou Bleu új község része lett.
Lakosainak száma 6938 fő (2018. január 1.). Segré La Chapelle-sur-Oudon, La Ferrière-de-Flée, L’Hôtellerie-de-Flée, Louvaines, Nyoiseau és Sainte-Gemmes-d’Andigné községekkel határos.

## Népesség
A település népessége az elmúlt években az alábbi módon változott:
| Lakosok száma | 6925 | 6866 | 18 452 | 6878 | 6938 |
|               | 2013 | 2015 | 2016   | 2017 | 2018 |